# Badarpur
Badarpur es una localidad de la India en el distrito de Karimganj, estado de Assam.

## Geografía
Se encuentra a una altitud de 40 m s. n. m. a 293 km de la capital estatal, Dispur, en la zona horaria UTC +5:30.

## Demografía
Según estimación 2010 contaba con una población de 10 209 habitantes.